# Воинское кладбище № 388 (Краков)
 Памятник культуры Малопольского воеводства: регистрационный номер А-584 от  7 июня 1976 года.
Воинское кладбище № 388 - Краков-Раковице (пол. Cmentarz wojenny nr 388 - Kraków-Rakowice) – воинское кладбище в Кракове, два участка которого расположены на территории Раковицкого кладбища и один участок на территории воинского некрополя на улице Прандоты. Кладбище входит в группу Западногалицийских воинских захоронений времён Первой мировой войны. Кладбище внесено в реестр охраняемых исторических памятников Малопольского воеводства. Около некрополя находится памятник жертвам украинского геноцида.

## История
Кладбище было основано в 1918 году на территории Раковицкого кладбища для погибших во время Первой мировой войны военнослужащих австро-венгерской армии. «Департаментом воинских захоронений К. и К. военной комендатуры в Кракове» Отдела воинских захоронений Военного министерства Австро-Венгрии. Участки на Раковицком кладбище были спроектированы немецким архитектором Гансом Майром. Участок на воинском некрополе спроектировал инженер Гуперт.
В настоящее время на кладбище находятся 792 братских могил и 553 отдельных могил. На кладбище хоронились военнослужащие германской, российской армий. На кладбище похоронены польские легионеры, которым поставлен отдельный небольшой памятник с надписью из песни «Стрелецкий гимн» (Hymn strzelecki): «Z trudu naszego i znoju Polska powstała by żyć». В 1990 году в Польшу были перевезены останки Президента Польши в эмиграции и польского генерала Болеслав Венява-Длугошовский, которые были перезахоронены возле памятника польским легионерам.
На западной стене кладбища находится мемориальная табличка с надписью на польском языке «PAMIĘCI POLEGŁYCH W WOJNIE ŚWIATOWEJ 1914-1918» (Памяти погибших в Мировой войне 1914 – 1918).
7 июня 1976 года кладбище было внесено в реестр охраняемых исторических памятников Малопольского воеводства.

## Межгосударственные споры
В 2014 году власти Польши не разрешили установку на территории кладбища знака в память о также захороненных там советских военнопленных, умерших в лагере интернированных №I в Домбе годы советско-польской войны (1919-1921).

## Источник
- Oktawian Duda Cmentarze I Wojny Światowej w Galicji Zachodniej 1914-1918, Ośrodek Ochrony Zabytkowego Krajobrazu, Warszawa 1995, ISBN 83-85548-33-5
- Roman Frodyma Galicyjskie Cmentarze wojenne t. III Brzesko-Bochnia-Limanowa, Oficyna Wydawnicza „Rewasz”, Pruszków 1998, ISBN 83-85557-52-0